# Prokonsul (małpa)
Prokonsul (Proconsul) – rodzaj kopalnych małp z rodziny prokonsuli (Proconsulidae), żyjących w okresie miocenu (23–14 mln lat temu) na terenie Afryki, Azji oraz Europy. Cechy gatunków zaliczanych do tego rodzaju wskazują na pokrewieństwo ze wspólnym przodkiem małp człekokształtnych. Poruszały się na czterech kończynach, prowadziły nadrzewny i naziemny tryb życia.

## Odkrycia
Po raz pierwszy na szczątki Proconsula natrafił w 1928 roku H.L. Gordon w Kenii, na terenie stanowiska Koru. Odkryte tam skamieniałości opisał w 1933 roku Arthur Tindell Hopwood, który sklasyfikował ją jako nowy rodzaj Proconsul. Nazwa pochodzi od szympansa, imieniem Consul, mieszkańca ogrodu zoologicznego w Birmingham. Jakiś czas później metodą K-Ar wiek stanowiska w Koru określono na wczesny miocen (20 – 19 mln lat temu). Kilkanaście lat późnej, w 1948 roku na szczątki Proconsula natrafiła ekspedycja z Uniwersytetu Kalifornijskiego. Doszło do tego w Lothidok na terenie północnej Kenii, gdzie wśród pokładów pyłu wulkanicznego znaleziono szczękę należącą do osobnika tejże małpy. Wiek pokładów określono później na 27,5 – 24,8 mln lat. Początkowo samą szczękę trudno było przypisać do konkretnego gatunku, jednak w końcu udało się ją połączyć z wcześniejszym znaleziskiem ze stanowiska Koru. Poszukiwania skamieniałości Proconsuli kontynuował Louis Leakey, który pracując w latach 1930 – 1960 na stanowisku mioceńskim na wyspie Rusinga, położonej w kenijskiej części Jeziora Wiktorii dokonał licznych odkryć skamieniałości Proconsuli, gdzie odnalazł m.in. najbardziej kompletny szkielet (1959), opisany w przyszłości przez Johna Napiera. Od lat 70. XX wieku poszukiwania prowadził Peter Andrews.

## Cechy charakterystyczne
Mimo wielu prymitywnych cech, odziedziczonych po zwierzokształtnych przodkach, takich jak kształt twarzy, brak łuków brwiowych i cienkie szkliwo, Proconsul był w stosunku do nich znacznie bardziej rozwinięty: posiadał większy mózg, szersze siekacze oraz powiększoną powierzchnię zębów trzonowych.
Proconsul posiadał już nowoczesny staw barkowy, jednak budowa pozostałych części kończyny przedniej uniemożliwiała całkowite wyprostowanie się ramienia w łokciu. Dłoń budową przypominała dłoń człowieka, nie doszło do redukcji kciuka i wydłużenia pozostałej części, jak u obecnie żyjących małp. W przeciwieństwie do tylnych kończyn, przypominających kończyny wcześniejszych małp stopa i kostka Proconsula przypominały stopę i kostkę obecnie żyjących człekokształtnych. Proconsul poruszał się w pozycji czworonożnej, jednak nieco innej od sposobu poruszania się jego współczesnych krewnych. W przeciwieństwie do prymitywnych przodków nie posiadał ogona.
Niewykluczone, że podobnie jak dzisiejsze małpy człekokształtne Proconsul miał odpowiednie zdolności manipulacyjne i umysłowe, które umożliwiały mu używanie i wytwarzanie prostych narzędzi, potrzebnych np. do wygrzebywania termitów ze szczelin, tak jak robią to współczesne szympansy.

## Środowisko życia
Dzięki znalezionym skamieniałościom pochodzących z czasów Proconsuli można odtworzyć środowisko, w którym żyły te małpy. Niewątpliwie w przypadku większości gatunków był to ciepły, wilgotny las tropikalny. Przynajmniej jeden z gatunków żył natomiast na stałe lub tylko sezonowo w suchszym środowisku. Proconsul zajmował nisze ekologiczne dzisiejszych mniejszych małp.

## Gatunki
W obrębie rodzaju Proconsul wyodrębnia się obecnie 2 gatunki różniące się rozmiarami i masą ciała:
- Proconsul africanus – ok. 18 kg
- Proconsul major – do ok. 75 kg

## Galeria

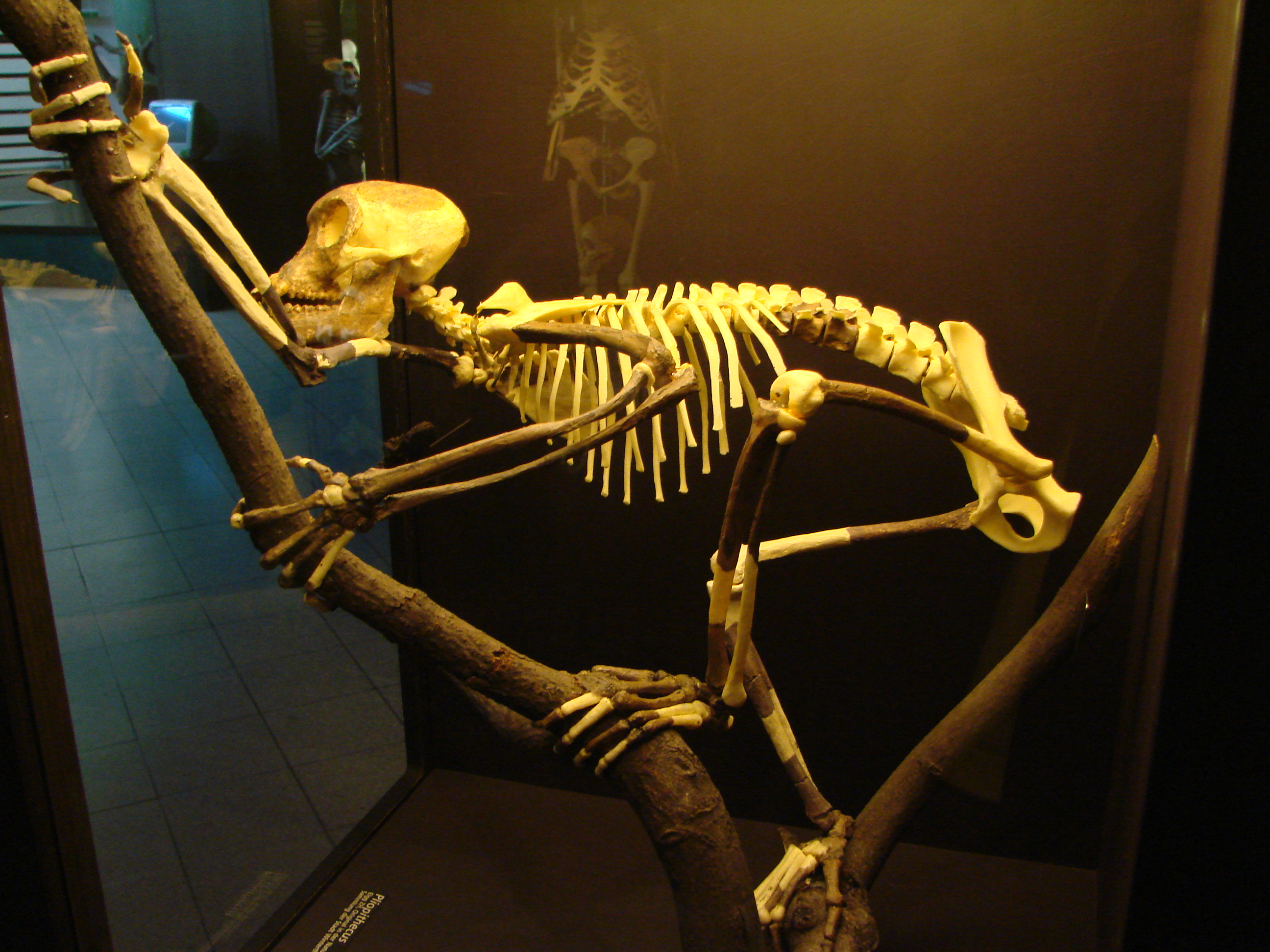
rekonstrukcja szkieletu prokonsula (Muzeum Antropologiczne Uniwersytetu w Zurychu)
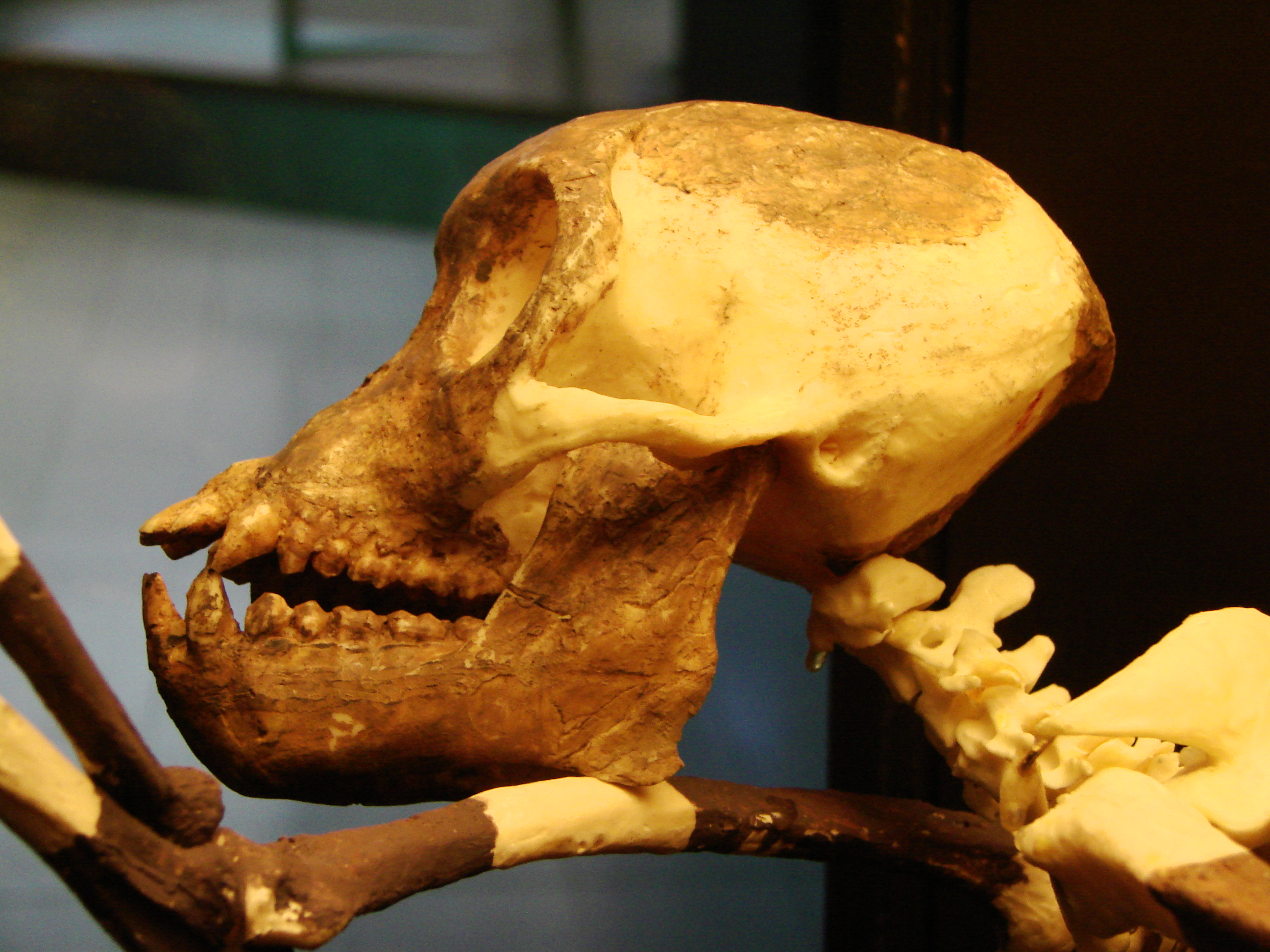
czaszka prokonsula (Muzeum Antropologiczne Uniwersytetu w Zurychu)
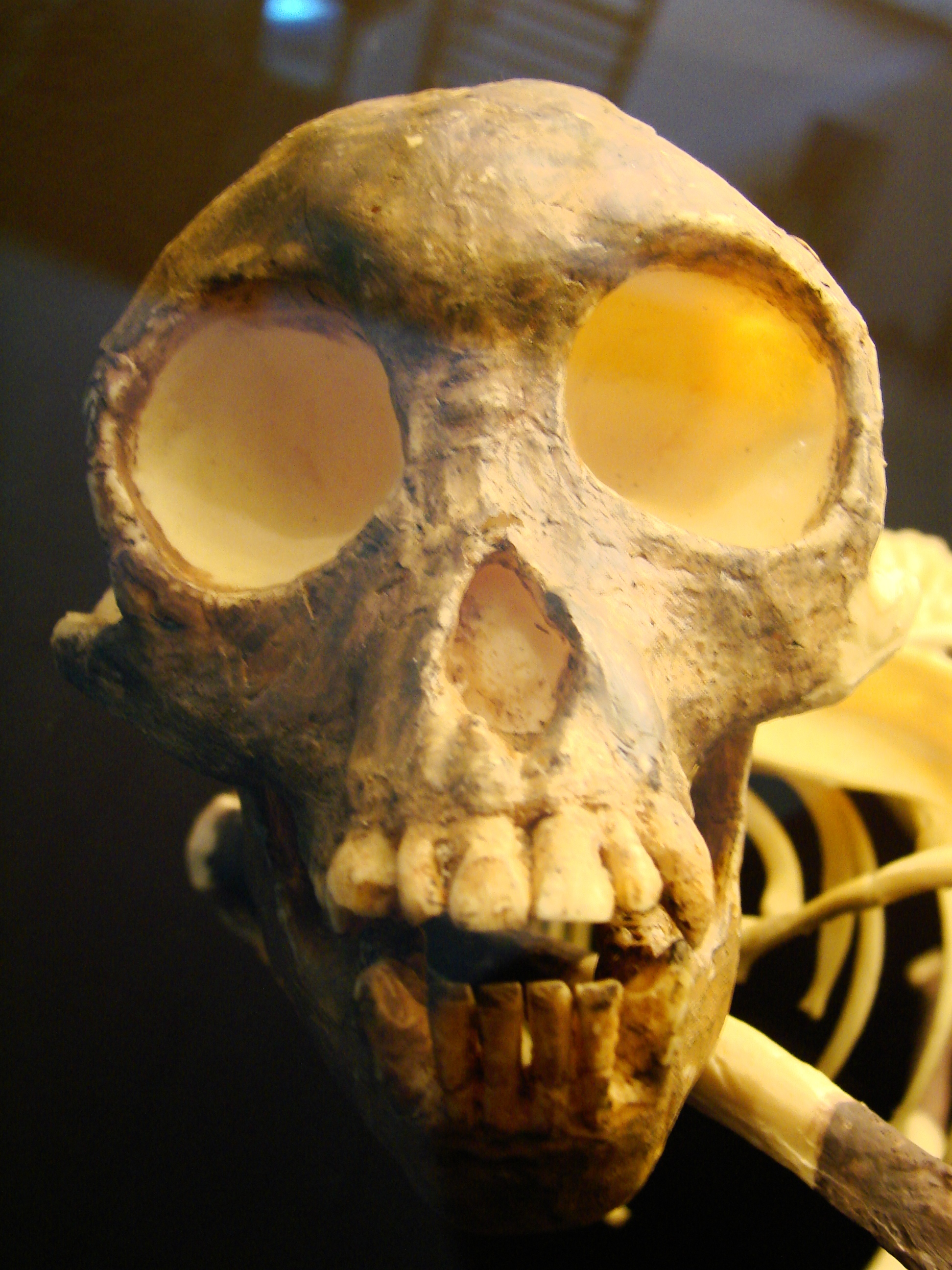
czaszka prokonsula (Muzeum Antropologiczne Uniwersytetu w Zurychu)